# Давиденко Ганна Мойсеївна
Ганна Мойсеївна Давиденко (нар. 5 лютого 1940, село Галиця, тепер Ніжинського району Чернігівської області) — українська радянська діячка, майстер по виробництву молока радгоспу-заводу «Галицький» Ніжинського району Чернігівської області. Депутат Верховної Ради УРСР 11-го скликання.

## Біографія
Народилася в родині колгоспника. Освіта середня.
У 1955—1957 роках — колгоспниця колгоспу імені КІМу Ніжинського району Чернігівської області.
З 1957 до 1995 року — майстер по виробництву молока (доярка) ефіроолійного радгоспу-заводу «Галицький» Ніжинського району Чернігівської області.
Потім — на пенсії.

## Нагороди
- орден Жовтневої Революції (1975)
- орден Трудового Червоного Прапора (1970)
- медалі